# 妇女主义
妇女主义（Womanism）是基于有色人种女性（尤其是黑人女性）的历史和日常生活经验的社会理论。根据妇女主义学者Layli Maparyan的说法，它力求“恢复人与环境/自然之间的平衡，并使人类生活与精神层面保持平衡”。作家爱丽丝·沃克（Alice Walker）在1979年的短篇小说《拆散》（Coming Apart）中创造了“妇女主义者”（womanist）一词。